# Rush Township (Missouri)
Rush Township est un township du comté de Buchanan dans le Missouri, aux États-Unis,. En 2000, sa population s'élève à 871 habitants. Le township est fondé dans les années 1840.